# Эргерсхайм
Эргерсхайм (нем. Ergersheim) — община в Германии, в земле Бавария.
Подчиняется административному округу Средняя Франкония. Входит в состав района Нойштадт-ан-дер-Айш-Бад-Виндсхайм. Подчиняется управлению Уффенхайм. Население составляет 1093 человека (на 31 декабря 2010 года). Занимает площадь 30,04 км².
Община подразделяется на 6 административных единиц.

## Население
По оценке на 31 декабря 2015 года население общины Эргерсхайм составляет 1086 чел. 

| Дата      | 1840 | 1871 | 1900 | 1925 | 1939 | 1950 | 1961 | 1970 | 1987 | 2011 |
| --------- | ---- | ---- | ---- | ---- | ---- | ---- | ---- | ---- | ---- | ---- |
| Население | 1422 | 1487 | 1449 | 1323 | 1186 | 1872 | 1233 | 1183 | 1047 | 1110 |

| Год       | 1960 | 1970 | 1980 | 1990 | 2000 | 2009 | 2010 | 2011 | 2012 | 2013 | 2014 | 2015 |
| --------- | ---- | ---- | ---- | ---- | ---- | ---- | ---- | ---- | ---- | ---- | ---- | ---- |
| Население | 1235 | 1169 | 1040 | 1132 | 1192 | 1105 | 1093 | 1127 | 1113 | 1121 | 1077 | 1086 |